# Moria (Computerspiel)
Moria ist ein 1983 veröffentlichtes Computer-Rollenspiel des Untergenres Rogue-like, das in der Herr-der-Ringe-Welt Mittelerde spielt. In Moria geht es darum, einen Balrog tief in den Minen von Moria zu töten.
Moria hat die Entwicklung vieler Computer-Rollenspiele beeinflusst, beispielsweise war es eine Inspirationsquelle für die Entwicklung von Diablo.

## Spielprinzip

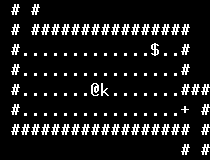
Ausschnitt eines Screenshots

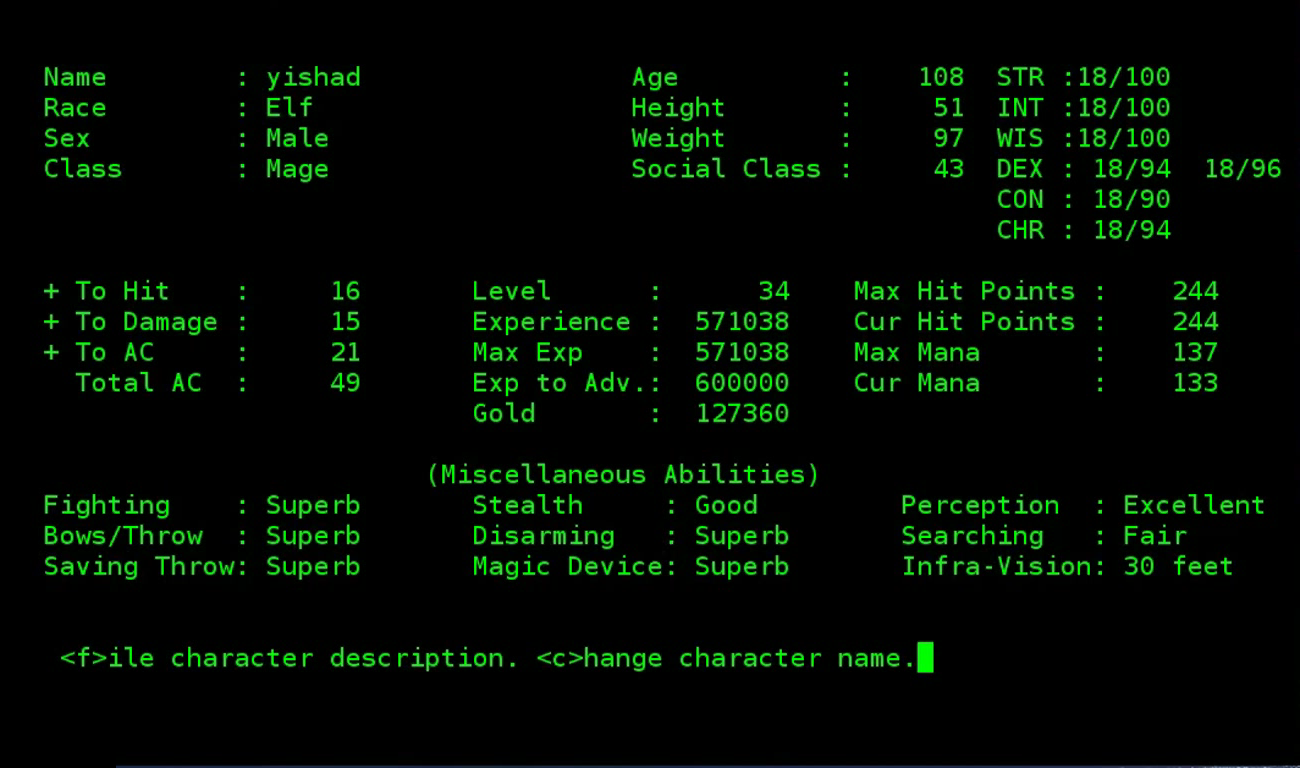
Beispiel einer Charakterübersicht

Die Mine besteht aus Spielabschnitten. Jedes Level liegt unterhalb des vorherigen, ist von stärkeren Gegnern bevölkert und mithin für den Spieler schwieriger zu bewältigen. Die Spielfigur wird über Attribute wie Stärke oder Intelligenz definiert, die die grundlegenden Eigenschaften und Fähigkeiten der Spielfigur sowie ihr Befehlsrepertoire beeinflussen.
Die Level werden durch ASCII-Zeichen dargestellt, also durch den voreingestellten Zeichensatz eines Computers. Die Levels werden prozedural generiert, also per Zufall nach bestimmten Vorgaben erstellt, und bestehen aus Räumen und die Räume verbindenden Gängen.
Dargestellt wird das jeweils aktuelle Level, dessen Größe durch den Bildschirm beschränkt wird; der Spieler sieht vom Level einerseits die unmittelbare Umgebung der Spielfigur und andererseits die in diesem Level bereits erforschten Räume. Ziel ist jeweils das Auffinden des Ausgangs zum nächsten Level. Erschwert wird die Suche durch computergesteuerte Gegner, die es zu bekämpfen gilt. Zur Unterstützung des Spielers sind in jedem Level per Zufall Gegenstände verteilt, die vom Spieler aufgenommen und verwendet werden können; hierbei kann es sich beispielsweise um Rüstung zum Schutz der Spielfigur oder um Tränke zur Wiederherstellung ihrer Lebensenergie handeln.

## Entwicklung
Die erste Version wurde 1983 von Robert Alan Koeneke für die VAX 11/780 veröffentlicht und war in VMS Basic geschrieben. Durch den Verzicht auf individuelle Grafik ist das Spiel sehr kompakt. Die aktuellste Version des Spiels ist die 5.2.2 vom März 1999. Eine Version von Moria (UMoria) bildet die Basis des wesentlich bekannteren Angband. Das kompilierte Spiel ist für Amiga, IBM-PC, Macintosh und Palm OS herunterladbar, ebenso wie der Quellcode. Außerdem existieren weitere Varianten für Linux und Windows. Die Urversion UMoria und die meisten Versionen von Moria stehen jedoch nicht unter einer freien Lizenz, obwohl der Quellcode frei verfügbar ist. Im Jahr 2007 wurde UMoria unter der GNU General Public License re-lizenziert.